# Сирцево
Си́рцево (болг. Сърцево) — село в Сливенській області Болгарії. Входить до складу общини Твирдиця.

## Населення
За даними перепису населення 2011 року у селі проживали 37 осіб.
Національний склад населення села:
| Національність   | Кількість осіб | Відсоток |
| ---------------- | -------------- | -------- |
| болгари          | 30             | 85,7 %   |
| цигани           | 5              | 14,3 %   |
| турки            | 0              | 0 %      |
| інша             | 0              | 0 %      |
| не визначились   | 0              | 0 %      |
| Всього відповіли | 35             |          |

Розподіл населення за віком у 2011 році:
Динаміка населення: